# Samuel Gerard
 (juillet 2025).
Si vous disposez d'ouvrages ou d'articles de référence ou si vous connaissez des sites web de qualité traitant du thème abordé ici, merci de compléter l'article en donnant les références utiles à sa vérifiabilité et en les liant à la section « Notes et références ».
Samuel Gerard est un personnage de fiction créé par Jeb Stuart et David Twohy, d'après le personnage créé par Roy Huggins et incarné par Tommy Lee Jones dans les films Le Fugitif (1993) et U.S. Marshals (1998). Dans la série d'origine, le personnage équivalent s'appelle Philip Gerard.

## Biographie fictive
Samuel Gerard est inspecteur des Marshals du bureau de Chicago.

### Le Fugitif
En 1993 à Chicago, le Marshal Samuel Gerard tente par tous les moyens d'arrêter le Dr. Richard Kimble, en fuite à la suite d'un concours de circonstances, condamné pour le meurtre de son épouse. Kimble veut alors profiter de sa fuite pour prouver son innocence. Le marshal, dans un premier temps impartial, se confronte peu à peu aux preuves trouvées par Kimble, et, fidèle à son sens de la justice, enquête aussi sur la possibilité d'un second suspect.

### US Marshals
Cinq ans plus tard en 1998, Mark Sheridan, un prisonnier, s'échappe. Sam Gerard et son équipe découvrent que ce fugitif a une histoire complexe. Sheridan essaie de prouver son innocence.

## Description

### Caractère
Sous les traits de Tommy Lee Jones, il est la représentation du bras armé de la justice, inflexible et impartial, qui sait se corriger, confronté à ses propres erreurs. une allégorie d'une justice américaine citoyenne et humaine.

### Personnalité
Sam Gerard se définit comme « The Big Dog » (le Bouledogue en français), qui ne lâche jamais une affaire. Son unique but est d'arrêter les prisonniers en fuite, sans s'interroger sur leur culpabilité. Ainsi quand Richard Kimble lui affirme « Je n'ai pas tué ma femme » lors de leur première rencontre, le marshal lui rétorque « J'en ai rien à cirer ».

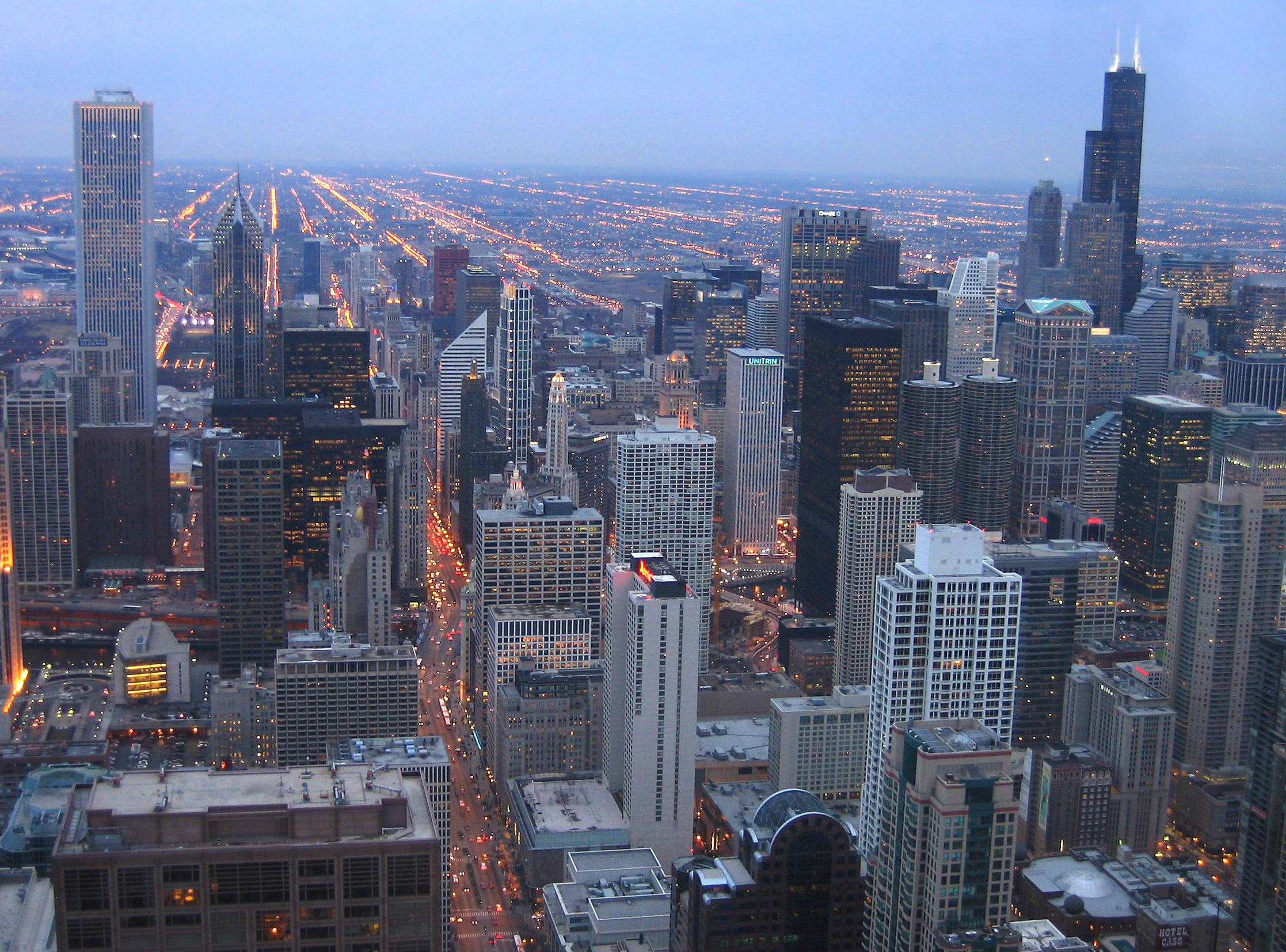
Vue de Chicago, décor principal

## Apparitions
- Le Fugitif (The Fugitive, de Andrew Davis, 1993)
- U.S. Marshals (de Stuart Baird, 1998)